# Besenyőtelek
Besenyőtelek är en ort i Ungern.   Den ligger i provinsen Heves, i den centrala delen av landet, 110 km öster om huvudstaden Budapest. Besenyőtelek ligger 103 meter över havet och antalet invånare är 2 847.
Terrängen runt Besenyőtelek är mycket platt. Runt Besenyőtelek är det ganska glesbefolkat, med 35 invånare per kvadratkilometer. Närmaste större samhälle är Heves, 15,8 km sydväst om Besenyőtelek. Trakten runt Besenyőtelek består till största delen av jordbruksmark.